# 坂戸市立坂戸中学校
坂戸市立坂戸中学校（さかどしりつ さかどちゅうがっこう）は、埼玉県坂戸市千代田にある公立中学校。略称は坂中（さかちゅう）。

## 概要
市役所に近く、隣には山村国際高等学校がある。

## 沿革
- 1947年（昭和22年） - 坂戸小学校裏校舎7室（6教室）を借用し、開校・授業開始[1]
- 1953年（昭和28年） - 現在の地（旧飛行場跡地）に木造新校舎完成
  - 10月25日 - 落成式（開校記念日）
- 1957年（昭和32年） - 県PTA連合会より、PTA表彰を受ける。
- 1965年（昭和40年） - 給食室竣工。給食開始。
- 1971年（昭和46年） - 体育館竣工
- 1972年（昭和47年） - プール新設
- 1976年（昭和51年） - 市制施行に伴い、坂戸市立坂戸中学校に校名変更
- 1977年（昭和52年） - 新校舎落成式挙行
- 1984年（昭和59年） - 制服をブレザーに改定
- 1989年（平成元年） - コンピュータ室設置
- 1991年（平成3年） - 武道場竣工
- 1996年（平成8年） - 校舎外壁塗装工事完了、開校50周年記念式典挙行

## 通学区域
- 日の出町、本町、仲町、元町、三光町（1番＜※8号・9号を除く＞・2番・3番6号～9号）、中富町（1番9号～14号）、薬師町、清水町、鎌倉町、山田町、大字坂戸（市道第3253号線を境に西側）、大字片柳新田、八幡1 - 2丁目、千代田1丁目（2番・3番・24番2号）、関間1 - 4丁目[2]

## 出身者
- 新井栄聡 (サッカー選手)
- 奥田啓人（男性声優）
- 佐藤充（元中日ドラゴンズ等投手）
- 初芝清（元千葉ロッテマリーンズ選手、野球解説者）
- 石川清（埼玉県坂戸市長）

## 交通
- 東武東上線
  - 坂戸駅より徒歩11分
  - 若葉駅より徒歩14分[3]